# Winterworld

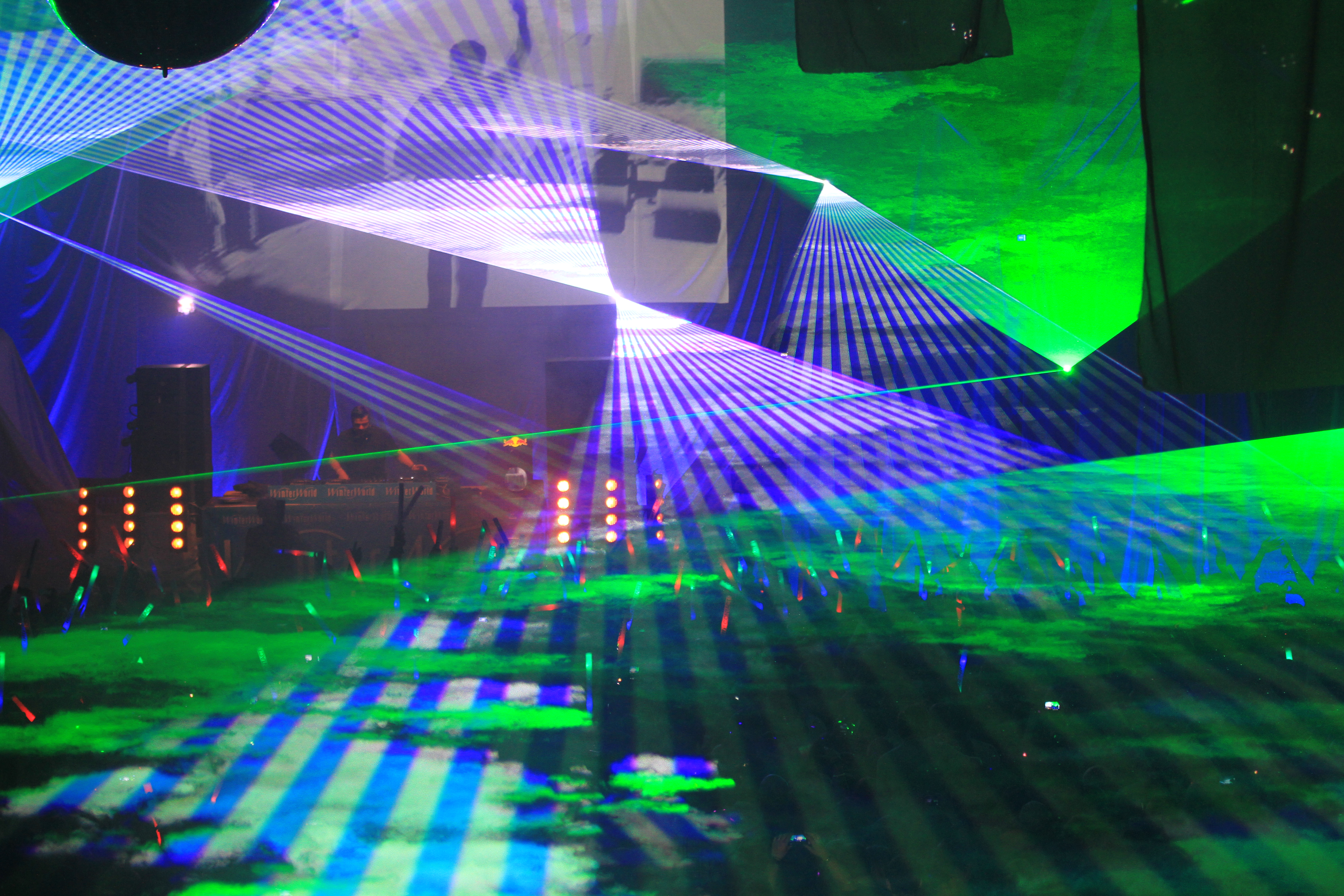
Winterworld 2014

Die Winterworld ist eine Veranstaltung der elektronischen Tanzmusik. Hauptsächlich legen dort DJs der House- und der Technoszene auf.
Die erste Ausgabe fand am 1. Februar 2003 mit etwa 5.000 Besuchern auf der Raketenbasis Pydna statt. 2005 fand das Festival zum bisher einzigen Mal zweitägig im Palazzo Bingen statt. Von 2007 bis 2010 wurde Winterworld in der Sporthalle Oberwerth ausgetragen, bis man 2011 in die Rhein-Main-Hallen umzog. 2011 wurde zudem mit 7.600 Besuchern ein Besucherrekord aufgestellt. Die Besucherzahlen stiegen in den folgenden Jahren, sodass das Festival 2013 und 2014 mit 11.000 Besuchern ausverkauft war.

## Line Up und Veranstaltungsorte
In der folgenden Tabelle sind Datum, Motto, Veranstaltungsort und LineUp aufgelistet.
| Datum                                 | DJs | Veranstaltungsort             | Besucher |
| ------------------------------------- | --- | ----------------------------- | -------- |
| 1. Februar 2003                       | Nordpol: Chris Liebing, Adam Beyer, Miss Yetti, Babor, Mica Berned vs. Robert Kempe, Tok Tok vs. Soffy O. -live- Südpol: Westbam, Lexy, Hardy Hard, Lupo, Autotune -live-, Paul Kalkbrenner -live- Chillout-Area: TBX | Kastellaun Raketenbasis Pydna | 5.000    |
| 31. Januar 2004                       | Nordpol: Adam Bayer, Cari Lekebusch, Gayle San, Babor, Shee-La, Alexander Kowalski -live- Südpol: Tomcraft, Moguai, Black&Jones, Hooligan, Marc Vision, SONO -live- Chillout-Area: TBX feat. Riot 303 | Kastellaun Raketenbasis Pydna | 4.300    |
| 25./26. Februar 2005                  | 25. Feb.: Tiesto, Terry Lee Brown Jr., Senad vs. Virus, Pi, Limberto, Sebastian Gnewkow, Markus Klein, Michael Heuser 26. Feb.: Chris Liebing, Adam Beyer, Tune Brothers, Marc Miroir, Babor, Mica, Shee-La, M.dB | Bingen Palazzo                | 5.000    |
| 4. Februar 2006                       | Chris Liebing, Felix Kröcher, Speedy J -live, Hardfloor -live-, Ben Long – Space DJs, Massimo, Babor, Frank Sonic, Heiko Gemein, Michael Heuser, Benjamin Pietzner | Koblenz Sporthalle Oberwerth  | 4.600    |
| 3. Februar 2007                       | Nordpol: Chris Liebing, Monika Kruse, Felix Kröcher, DJ Murphy, Tomcraft, Boris S. -live-, Man at Arms, Buddy Mixery-House: Karotte, Babor, Moritz Piske, Mica, Michael Heuser | Koblenz Sporthalle Oberwerth  | 5.000    |
| 1. März 2008                          | Nordpol: Westbam, Adam Beyer, Lady Waks, Marco Bailey, Sven Wittekind -live-, Robert Natus, Eric Sneo -live-, Gorge & Greg Silver Mixery-House: Someone Else -live-, Miskate, Moritz Piske, Babor, Mica, Buddy | Koblenz Sporthalle Oberwerth  | 5.000    |
| 7. Februar 2009                       | Nordpol: Anthony Rother, Umek, Felix Kröcher, The Advent -live-, Sven Wittekind, Marko Nastic, Breakfastklub, Foss & Stoxx Mixery-House: Dominik Eulberg, Moritz Piske, Babor, Mica, Buddy | Koblenz Sporthalle Oberwerth  | 5.000    |
| 6. Februar 2010                       | Nordpol: Bad Boy Bill, Luke Slater, Dr. Motte, BMG aka Brachiale Musikgestalter -live-, The Advent -live-, Dominik Eulberg, Einmusik -live-, Babor Mixery-House: Terry Lee Brown Jr., Falko Richtberg, DJ Tom, Sector 5 | Koblenz Sporthalle Oberwerth  | 5.000    |
| 22. Januar 2011                       | Nordpol: Tocadisco, Felix Kröcher, Lützenkirchen -live-, Tom Novy, Cyberpunkers -live-, Klaudia Gawlas, Sebastian Gnewkow, Peter Latino Mixery-House: Matthias Tanzmann, Sascha Funke, Gabriel Ananda -live-, Dominik Eulberg, AKA AKA feat. Thalstroem -live-, Pleasurekraft, MiniCoolBoyz, Sascha Krohn                                                                                                | Wiesbaden Rhein-Main-Hallen   | 7.600    |
| 21. Januar 2012                       | Nordpol: Tom Novy, Karotte, Laserkraft 3D -live-, Zombie Nation -live-, Gtronic, Schluck den Druck -live-, Falko Niestolik, Carsten Schorr Blue Box: Dave Clarke, The Advent -live-, Slam -live-, Torsten Kanzler, Sasha Carassi, Kerstin Eden, Daniel Soave Mixery-House: Dominik Eulberg, Butch b2b Amir, Oliver $, Basti Grub -live, Hanna Hansen, Tom Franke, Anna Reusch, Jenny Furora              | Wiesbaden Rhein-Main-Hallen   | 9.200    |
| 12. Januar 2013 ten years cold        | Nordpol: Tocadisco, Klangkarussell, Felix Kröcher, Laserkraft 3D -live-, Nelski -live-, Falko Niestolik, Flexomat, Basti M Blue Box: Gary Beck b2b Dustin Zahn, Klaudia Gawlas, Alan Fitzpatrick, Niereich -live-, AnGy KoRe, Daniel Soave, Crazy ERG Mixery-House: Matthias Tanzmann, Dominik Eulberg, Phil Fuldner, Tube & Berger, Kölsch -live-, Oliver Schories -live-, Falko Richtberg, Sebästschen | Wiesbaden Rhein-Main-Hallen   | 11.000   |
| 18. Januar 2014 Goodbye Wiesbaden     | Nordpol: ATB, Danny Avila, Felix Kröcher, Miss Nine, DBN, Stefan Dabruck, Sean Finn Blue Box: Klaudia Gawlas, Torsten Kanzler & Sven Wittekind, Perc -live-, Brian Sanhaji -live-, Clouds, Kerstin Eden, Daniel Soave Mixery-House: Dapayk & Padberg -live-, Falscher Hase, Peer Kusiv -live-, Faul, Nico Pusch, Bunte Bummler -live-, Tom Franke                                                        | Wiesbaden Rhein-Main-Hallen   | 11.000   |
| 21. Februar 2015 First Kiss Frankfurt | Nordpol: ATB, Robin Schulz, Ostblockschlampen, Kryder, Felix Kröcher, Stefan Dabruck, Kris Menace, RUDEE Blue Box: Klaudia Gawlas, Gary Beck, Sasha Carassi, Black Asteroid -live-, L.A.W., Linus Quick -live-, Simo Lorenz Mixery-House: Dominik Eulberg, Lexer, The Avener TEEMID, Nico Pusch, Rey & Kjavik, Sebästschen                                                                               | Frankfurt Messe               | 16.000   |
| 27. Februar 2016 burning ice          | Nordpol: Felix Jaehn, Gestört aber GeiL, Moguai, Tom Swoon, Sam Feldt, Stefan Dabruck, Cuebrick Blue Box: Klaudia Gawlas, Harvey McKay, Flug, Cleric, Kerstin Eden, Raphael Dincsoy, Christian Gerlach Mixery-House: AKA AKA feat. Thalstroem -live-, Butch, Gregor Tresher, HUGEL, Richard Judge, M-22, Tom Franke                                                                                      | Frankfurt Messe               | 11.000   |
| 28. Januar 2017 Hello Karlsruhe!      | Nordpol: PENDULUM DJ Set, Moguai, Ostblockschlampen, Cyberpunkers, Stefan Dabruck, Cuebrick, Sina Klaizer Blue Box: Klaudia Gawlas, Marco Bailey, Slam -live-, Niereich, Linus Quick, Kevin de Vries, Crazy ERG Mixery-House: AKA AKA feat. Thalstroem -live-, Format:B, HUGEL, Bunte Bummler, Tom Franke, Hanna Hansen,                                                                                 | Karlsruhe dm-arena            | 7.500    |
| 20. Januar 2018                       | Nordpol: Deniz Bilgic, Tom Franke, Sylvain Armand, Lexy & K-Paul -live-, Netsky -DJ set- & Script MC, Cuebrick, Neelix Blue Box: Gero Jansen, Citizen Kain, Felix Kröcher, Klaudia Gawlas, Charlotte de Witte, DJ Rush, Kerstin Eden Ballroom: Moses Mehdi, LOVRA, MÖWE, Junge Junge, Lexer, Dominik Eulberg                                                                                             | Karlsruhe dm-arena            | 8.000    |
| 19. Januar 2019                       | Nordpol: Alle Farben, Basti M, Klopfgeister, MOGUAI, Ostblockschlampen, Plastik Funk, Tom Franke Blue Box: Daniel Metzger b2b Crazy ERG, Fatima Hajji, Felix Kröcher, Gary Beck, Klaudia Gawlas, Pappenheimer, Torsten Kanzler Ballroom: AKA AKA, HUGEL, Juliet Sikora, Nelson, Nora En Pure, Sebastian Gnewkow, YOUNOTUS                                                                                | Karlsruhe dm-arena            | 6.500    |